# Нєшева Уляна Ахсарбеківна
Уляна Ахсарбеківна Нєшева (26 листопада 1983, Керч, Крим, Українська РСР) — українська сучасна художниця, татуювальниця й модельєрка.
Після навчання в Академії дизайну та мистецтв в Харкові Нєшева переїхала до Києва, де стрімко зростала як художниця. У наступні роки Нєшева провела 6 персональних виставок і створила понад 50 картин. Її картини донині експонуються у приватних галереях України, в Інституті сучасного мистецтва, Маямі.
У 2014 році Нєшева, попри те, що була однією з найвидатніших українських художниць свого часу, розпочала кар’єру тату-майстрині. У 2017 році відкрила тату-студію «Nesheva Art Room» у Києві. Нєшеву незмінно називають однією із найкращих та затребуваних майстринь мінімалістського татуювання в Україні, відомої своїми татуюваннями довгих гілок та квітковим стилем. Клієнтура Нєшевої включає найвідоміших українських артистів, таких як Надя Дорофєєва, Євген Філатов, Ната Жижченко та Ірина Горова. За останні роки Нєшева розширила свою роботу на сфери моди та графічного дизайну.

## Дитинство та юність
Уляна Нєшева народилася 26 листопада 1983 року в Керчі.
Бабуся Ангеліна Воложніна прищепила Уляні любов до мистецтва, водивши її в художні музеї Дрездена, де Нєшева надихалася шедевром Рафаеля «Сикстинська Мадонна». У 1990 році вступила до Школи образотворчого мистецтва Романа Сердюка. Нєшева з раннього дитинства виявила пристрасть і здібності до малювання. Вчителі, зокрема художник Віктор Запорожець, помітили її мистецькі здібності, а мати заохочувала її талант і будь-які творчі починання. У травні 1998 року, у 15 років, Нєшева екстерном закінчила Керченську середню школу імені Желябова. У 1999 році почала брати приватні заняття в української академічної художниці Тетяни Диднік.
У 2000 році Нєшева переїхала до Харкова, де вступила до Академії дизайну і мистецтв. У 16 років Нєшева вперше вирушила в дорогу самостійно; як вона заявила: «Перше, що я зробила, це купила полотно та кілька тюбиків для олійних фарб, і це був момент, коли я знайшла свій напрямок як художниця. З того часу я працюю лише олійним живописом, для акрилових фарб, як і для гуаші, у мене немає внутрішньої сили». В той самий час вона зацікавилася плівковою фотографією та графікою, продовжувала вдосконалювати свої навички художниці, створюючи багато ілюстрацій, літографій і концептуальних фотографій.

### Живопис
Нєшева розпочала свою художню кар’єру на початку 20-х років, досліджуючи різні техніки живопису та створюючи графіку переважно для місцевих видань. Згодом вона виробила стиль, який поєднував абсолютну замкнутість, «консервацію» смислів, божевільну гру колірної палітри, фотографічну точність, яка не переступає межу фотореалізму, і здатність впустити глядача всередину. Свій прорив як художниці Нєшева зробила в червні 2010 року, коли зайняла перше місце на Kyiv Art Week; того ж року вона показала свої роботи на Berlin Art Week.
У наступні роки Нєшева застосовувала все більш експериментальний підхід у своєму мистецькому стилі. За 6 років, з 2010 по 2016, Нєшева провела шість персональних виставок і створила понад 50 картин. Її підхід до творів мистецтва незмінно багатий, нюансований і спонукає до роздумів. Нині роботи Нєшевої можна знайти в Інституті сучасного мистецтва в Маямі та переважно в приватних колекціях.
Після навчання в Академії дизайну та мистецтв в Харкові, Нєшева переїхала до Києва, де відбулося її стрімке зростання як художниці. У наступні роки Нєшева провела 6 персональних виставок і створила понад 50 картин. Її картини донині експонуються у приватних галереях України, в Інституті сучасного мистецтва, Маямі.
У березні 2015 року Нєшева створила ілюстрації до книги поезії Арташа Адріасова «Острівне буття».
Попри те, що вона різностороння художниця, Нєшева згадує про живопис як про улюблений вид мистецтва: "Картина — як дзеркало. Ніколи не побачиш у відображенні того, чого немає всередині. Татуювання вмирають разом з людьми, а картини будуть жити вічно".

### Татуювання
У 2014 році, попри свій успіх художниці, Нєшева вирішила спробувати себе в іншій формі мистецтва, про що заявила: «Одного разу я відчула потребу в новому способі самореалізації, і я вирішила зануритися в мистецтво татуювання. В результаті інтригуюче знайомство переросло в любов до життя. Для мене татуювання – це перш за все мистецтво, а коли мистецтво перетворюється на невіддільну частину особистості, воно викликає захват». Своє перше тату кота на плечі вона зробила у 16 років у невідомій студії в Керчі. Однак інтерес Нєшевої до мистецтва татуювання піднявся на новий рівень, коли її друг Андрій Безпам'ятний, який займається реалістичним татуюванням, показав їй, як користуватися машинкою. Їй знадобилося два дні, щоб навчитися, і вона освоїла навички, зробивши перше татуювання на собі: двоголової дівчини в сукні, яка символізує її тісний зв'язок з сестрою.
Багато знаменитостей мають татуювання Нєшевої: Надія Дорофєєва, Євген Філатов, Ната Жижченко. Вона відома своїм унікальним мінімалістичним стилем тату з найтоншими лініями та лаконічним сюжетом. За її словами: «Я почала працювати в мінімалізмі інтуїтивно, просто плавно перейшла від графіки до того, що мені близьке. Мінімалізм — це чистота ліній, лаконізм, стриманість і елегантність. Особливість таких татуювань в тому, що вони стають гармонійним доповненням до витончених ліній тіла з його кольором шкіри, всіма цими родимками та кісточками». На довгий час гілочка лаванди стала фірмовим знаком її стилю татуювання. Як зазначила Нєшева: «Моя популярність прийшла з татуюванням довгої гілки для одного з моїх клієнтів. Тоді такі ескізи взагалі ніхто не вважав татуюванням. Але це був момент, який точно визначив мій стиль. Зараз можна знайти багато подібних татуювань, і кожного разу, коли я їх бачу, я відчуваю гордість бути першою». Відома як одна із піонерок у квітковому та мінімалістичному стилях, Нєшева вважається однією з найкращих тату-майстрів України.
4 лютого 2017 року Нєшева відкрила власну тату-студію «Nesheva Art Room» у Києві. У листопаді 2019 року стала членкинею Національної асоціації тату України та суддею першого в Україні онлайн-фестивалю тату.
У листопаді 2020 року Уляна Нєшева відкрила нову тату-студію «6:19», дотримуючись концепції мінімалізму як відображення свого стилю та мистецького бачення. Над дизайном проєкту працювало Архітектурне бюро Balbek Bureau.

### Мода
Нєшева проявила себе і в модному бізнесі. У 2012 році вона заявила про зацікавленість працювати в індустрії модного дизайну, сказавши: «Мені завжди було важко знайти простий одяг, який не відволікав би увагу від мого обличчя. Тому я вирішила створити власний бренд: речі настільки прості, що їх можна назвати ескізами одягу. Я займалася лише дизайном і всією візуальною частиною». Вона запустила лінію одягу «NESHEVA Sketch Clothing» разом зі своєю подругою Валерією, однак через пів року партнерство припинилося, але участь Нєшевої у світі моди не закінчилася. У 2015 році вона співпрацювала з українським лейблом TTSWTRS, оскільки основою для кожної нової колекції бренду були роботи відомих тату-майстрів з усього світу. Вона створила чуттєві мінімалістичні малюнки, щоб вони органічно поєднувалися з одягом, адже бренд створює одяг як другу шкіру, а татуювання – як єдиний надійний спосіб його прикрасити, що демонструє самовираження та свободу.
У 2017 році Nike випустила білу колекцію, яка складалася з головних хітів бренду – від всіх моделей Nike Air Max 90 до модів, розроблених спеціально для спортсменів Nike Cortez, тут Нєшева була моделлю для Air Force 1. У 2018 році Нєшеву запросили взяти участь у спільному проєкті Puma і Buro 24/7.
14 липня 2019 року Нєшева у співпраці з українським ювелірним брендом Côte & Jeunot випустила капсульну колекцію підвісок і сережок. Її ілюстрації були перетворені на вироби із золота та срібла.

## Художнє мистецтво
Перехід Нєшевої від невідомої до популярної художниці відбувся за короткий час. У 2008 році вона переїхала до Києва і почала працювати над своїм першим великим твором. У червні 2010 року Нєшева брала участь у міжнародному мистецькому тижні сучасного мистецтва Kyiv Art Week, де її помітила критика.
Свій прорив як художниці Нєшева зробила у 2010 році, коли її картина «Блакитна кров» посіла перше місце і поїхала на Berlin Art Week. Зокрема Леонора Янко, українська галеристка, була вражена її роботами та запросила Нєшеву на її першу персональну виставку, яка відкрилася у травні 2011 року в художній галереї Hudgraf, Київ.
У 2011 році Нєшева представила свої роботи на Petersburg Art Week, Росія. У червні 2011 року вона створила студію у своїй київській квартирі, де розпочала серію картин для майбутньої персональної виставки. Першою ретроспективою її творчості стала виставка «NoConcept» у галереї Мистецький простір 365, Київ у 2011 році. 7 грудня 2011 року дві картини «Череп Чічкана» та «Очі» з колекції «NoConcept» були продані на аукціоні для приватних колекцій Василя Бондарчука та Олени Вінницької, аукціоністом був Володимир Дантес. Традиційно трактування творів Нєшевої на візуальному рівні виходить із приглушеного емоційного тону репрезентованого порівняно з реально зображеним. Наприклад, як зазначає Art Ukraine, «у сучасному мистецтві, яке так сильно покладається на текст та ідеї, відсутність концепції сприймається як концепція. Тому назва проєкту Нєшевої «NoConcept» може здатися простою, ніби це ще одна нонконформістська гра, "бунтарське мистецтво". Але на цій виставці, на відміну від більшості сучасного мистецтва, ви не знайдете нічого, що говорить про протест чи закликає до чогось. Більшість робіт, представлених на виставці, це портрети. Тобто зображення облич людей, те, що в історії мистецтва зазвичай (і іноді помилково) називають "портрет". Але це не портрети реальних людей і навіть не збірні образи. Зроблено фотореалістично, але все ж не повністю дотримуючись умовності техніки, її героям не бракує реальності. Ці «зліпки» реальності дуже схожі на руки доісторичних людей у печерах – вони існують незалежно від того, ким і навіщо їх створили».

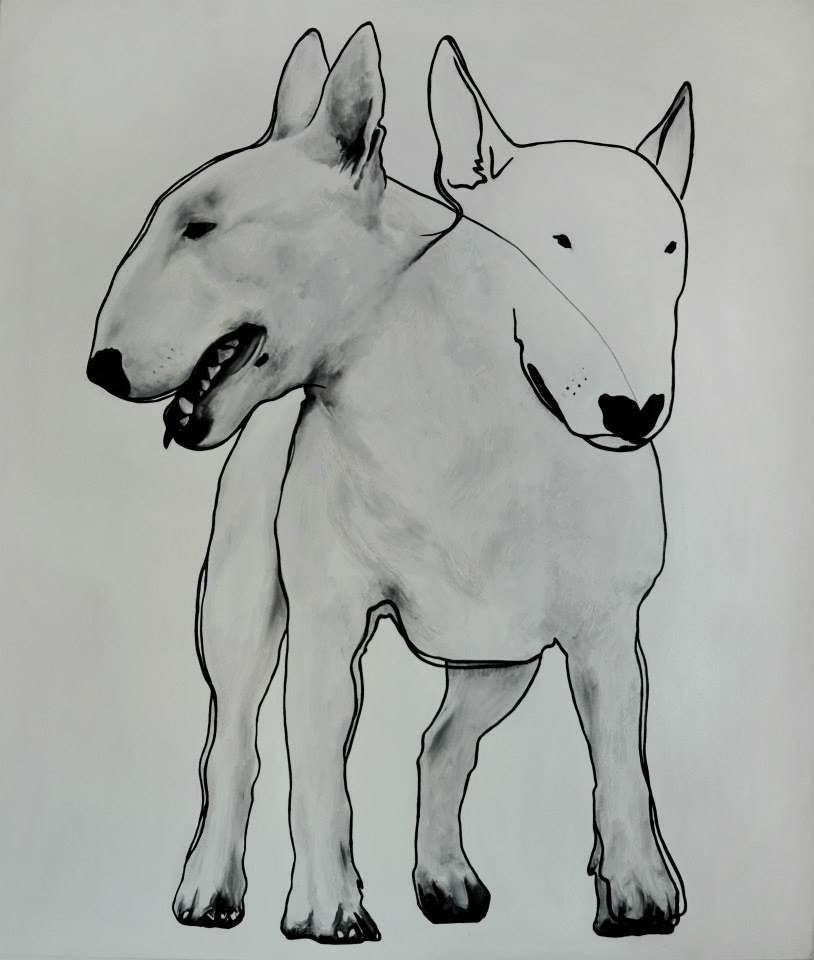
Собаки, 2013, полотно, олія, Нєшева Уляна, Greter Art Centre, Київ

У 2012 році Нєшева брала участь у Фестивалі сучасного мистецтва «Арт Олімп» (Київ) та у «Першому Одеському міжнародному фестивалі мистецтв» (Одеса). 14 березня 2012 року картина Нєшевої «Синій пес» була представлена лотом на благодійній акції «Поділися теплом душі з чотирилапим другом» для збору коштів для благодійного фонду «Сіріус», притулку для тварин.
22 листопада 2012 року відбулася друга виставка Нєшевої «ДРАМА» в галереї «Мистецький простір 365», Київ. Нєшева розповіла про свою творчість: «Душі, закохані, в прострації. Невагомість. Пристрасть. Благодать. З/без облич, без масок, без кордонів… «ДРАМА» — серія картин із зображенням напівоголених жіночих тіл. Це аж ніяк не відверта вульгарність і навіть не еротика – це просто жінка. Жива жінка, запакована в тишу. Кожне з цих тіл несе в собі емоцію, яка шукає уваги та комфорту, яка не може вирватися. Ці картини мовчать, але голосно мовчать». У грудні 2012 року в журналі «Місто» були опубліковані картини Нешевої «Жінка» та «Без думок».
У 2013 році Нєшева брала участь у Фестивалі сучасного мистецтва, Київ. У 2013 році Нєшева мала виставку «Ретроспектива» в Mainstream Girls Gallery, Київ. Ця виставка показала художницю, відкрила для широкої публіки масштаби її давнього й небаченого мистецтва й стала переломним моментом, який ознаменував початок нового періоду творчості авторки. 29 листопада 2013 року Нєшева була одним із художників, представлених на виставці «Хайп» у Kosoy Kaponir Fortress, Київ.

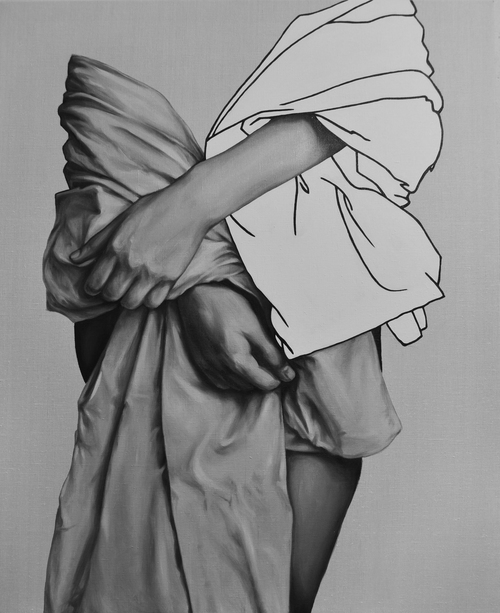
Pigeon Lady, 2013, полотно, олія, Нєшева Уляна, Інститут сучасного мистецтва, Маямі

У квітні 2014 року Greter Art Centre, Київ, організував виставку «Фенікс. Відродження». Нєшева була однією з чотирьох представлених художниць та художників разом з Марією Кривопішиною, Петрою Рубар, всесвітньо відомим скульптором Дмитром Ів, роботи якого знаходяться в приватній колекції Патрисії Каас і Моніки Беллуччі. Ця виставка була актуальною для соціокультурного розвитку та суспільства загалом, оскільки підіймає тему контрасту зовнішнього та внутрішнього стану душі, виходячи на новий рівень сприйняття. Якщо виставка «Фенікс. Відродження» несла тему відродження, реставрації, то роботи художників ілюстрували неоднозначну ідею смерті заради життя. Суть виставки – показати перехід від минулого до сьогодення і такого ефемерного майбутнього.
У червні 2014 року в Greter Art Center відбулася ще одна масштабна виставка «Ілюзія ... Реальність?» Нєшева була представлена разом з Лілією Ісик і Петрою Рубар. Свою серію картин Нєшева називає «драматичною розповіддю, сповненою тонкої емоційності та фотографічної точності зображення». Як зазначила Дарина Фіалко для журналу «Укур’єр»: «Серед експонованих робіт Нєшевої можна закохатися в чорно-білі картини, які, як зазначено в пресрелізі, «голосно мовчать». Від них мороз по шкірі, наче полотна розмовляють із глядачем: голосно й пошепки, строго й чуттєво».
У 2016 році українська артдилерка Анна Тураєва запропонувала Нєшевій виставити серію своїх робіт на «Art Basel», головному артшоу в Америці, що пропонує платформу для відомих художників. П'ять картин Нєшевої: «Голубка», «Дівчина в мускусі», «Чорне полум'я», «Береза», «Череп» і «Очі» донині експонуються в Інституті сучасного мистецтва Маямі. У грудні 2016 року Нєшева представила свої картини на художній виставці в рамках Fashion Air Days в Центрі сучасного мистецтва М17, Київ.
У 2022 році видання ArchDaily оприлюднило список номінантів на архітектурну премію Building of the Year 2022. Проєкт Balbek Bureau "Татустудія 6:19" (студія Уляни Нєшевої) був номінований у категорії Interior Architecture.
Від початку російського вторгнення в Україну 24 лютого 2022 року живе та працює у Лісабоні.

## Список творів мистецтва
Нєшева – різнобічна художниця, за свою кар’єру створила понад 50 картин, створила ілюстрації до книг, велику кількість малюнків, графіки та різноманітних проєктів. Це неповний список важливих мистецьких робіт, створених Нєшевою з 2011 по 2013 рік.
- 2011: «Блакитна кров»
- 2011: ''Гілки''
- 2011: ''3''
- 2011: «Китаянка»
- 2011: «Очі»
- 2011: ''Рибка-папуга''
- 2011: «Дівчина»
- 2011: «Світло»
- 2011: ''Ранок''
- 2011: «Синій пес»
- 2011: ''Blue Red''
- 2011: ''Палітра''
- 2011: ''Автопортрет''
- 2011: «Автопортрет. Червоний''
- 2011: «Автопортрет. жовтий''
- 2011: «Маска»
- 2011: «Іграшкова конячка»
- 2011: ''Вода''
- 2011: «Вітер»
- 2011: «Мулат»
- 2012: «Гола»
- 2012: ''Берізка''
- 2012: «Дівчина в масці»
- 2012: «Горох»
- 2012: «Собаки»
- 2012: «Жінка»
- 2012: ''Тиша''
- 2013: «Край сну»
- 2013: «Порожнеча»
- 2013: «Мішень»
- 2013: «Червона лінія»
- 2013: «Літаючі руки»
- 2013: «Аромат тиші»
- 2013: «Краса старіння»
- 2013: «Стрімкий»
- 2013: «Голубка»
- 2013: «Спліт»
- 2013: ''Польова квітка''
- 2013: ''Фікус''
- 2013: «Віддзеркалення»
- 2013: «Череп»
- 2013: «Чорне полум'я»